# Slöjnät

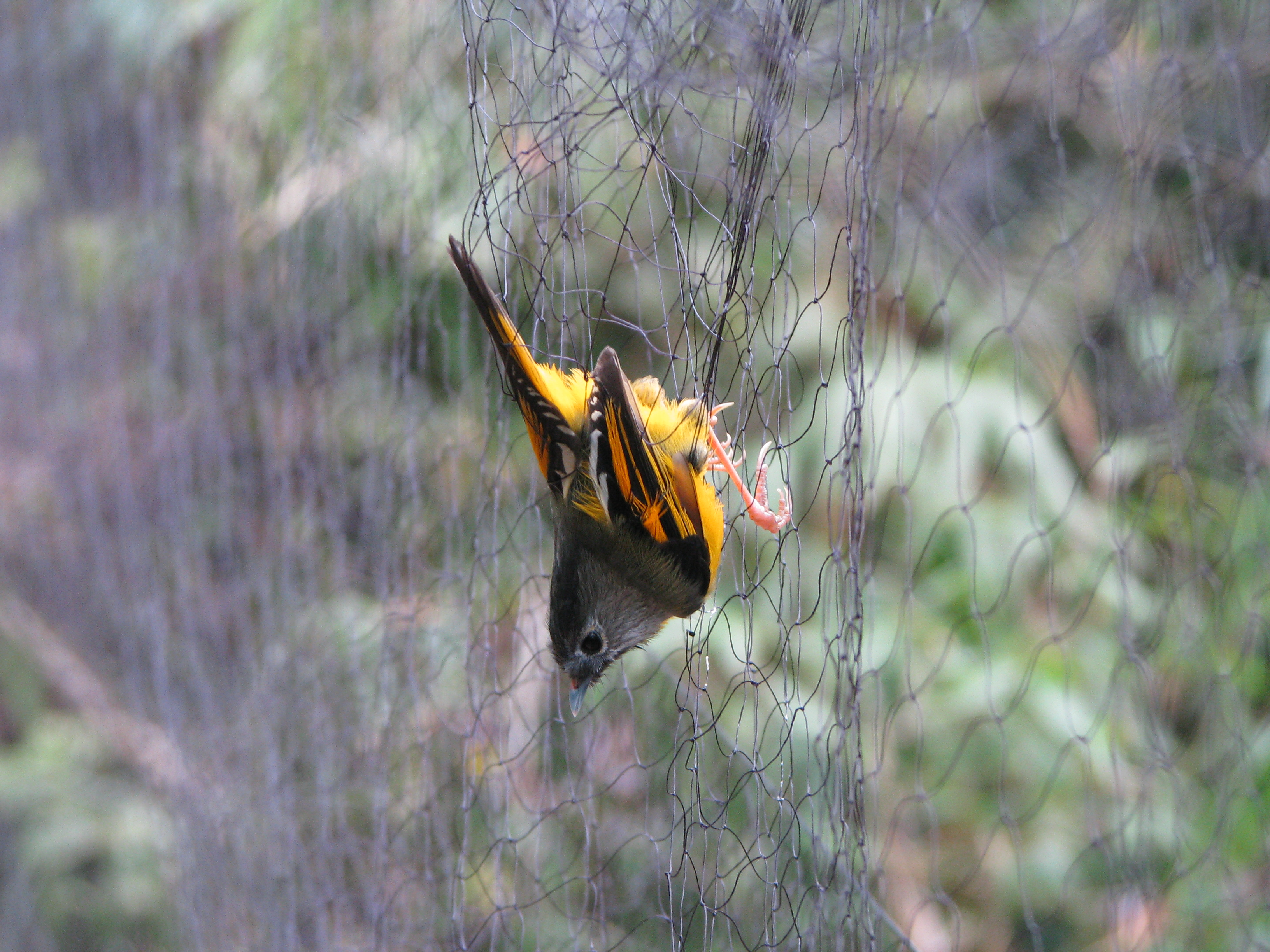
En guldfulvetta har fångats med slöjnät.

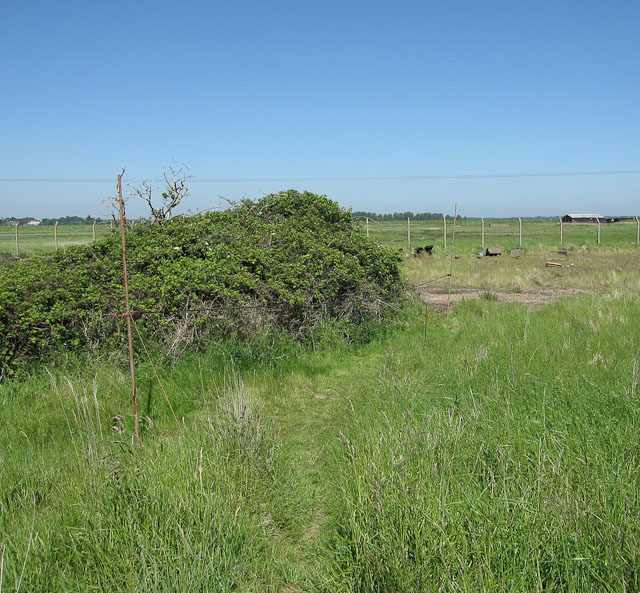
Väl kamouflerat slöjnät vid Landguard Bird Observatory Suffolk, England.

Ett slöjnät är ett nät som används för att fånga fåglar, fladdermöss och andra flygande djur. Det vanligaste användningsområdet är i samband med ringmärkning av fåglar. Ett slöjnät är vanligtvis 6-18 meter långt och ungefär 2 meter högt, bestående av tunt, relativt finmaskigt nät indelat med tenar till längsgående våder. Slöjnätet spänns mellan två eller fler stolpar och i rätt habitat är det tunna nätet svårt att se. När ett djur flyger in i nätet bildar våderna en ficka i vilken djuret hamnar. Fångst med hjälp av slöjnät kan användas för fastställa vilka arter som förekommer i den undersökta regionen och tillsammans med data om nätets uppställningsplats även ge information om djurens levnadssätt .
Användning av slöjnät uppkom i Japan och blev under 1950-talet en vanlig undersökningsmetod i andra delar av världen, där de till stor del kom att föredras istället för Helgolandsfällor och andra fälltyper i samband med ringmärkning. De ursprungliga japanska näten tillverkades av silke men silket har senare blivit ersatt av andra material, exempelvis nylon eller polyester.
I Sverige krävs tillstånd, licens, från Ringmärkningscentralen vid Naturhistoriska riksmuseet för att använda slöjnät för fångst av fåglar.

## Galleri

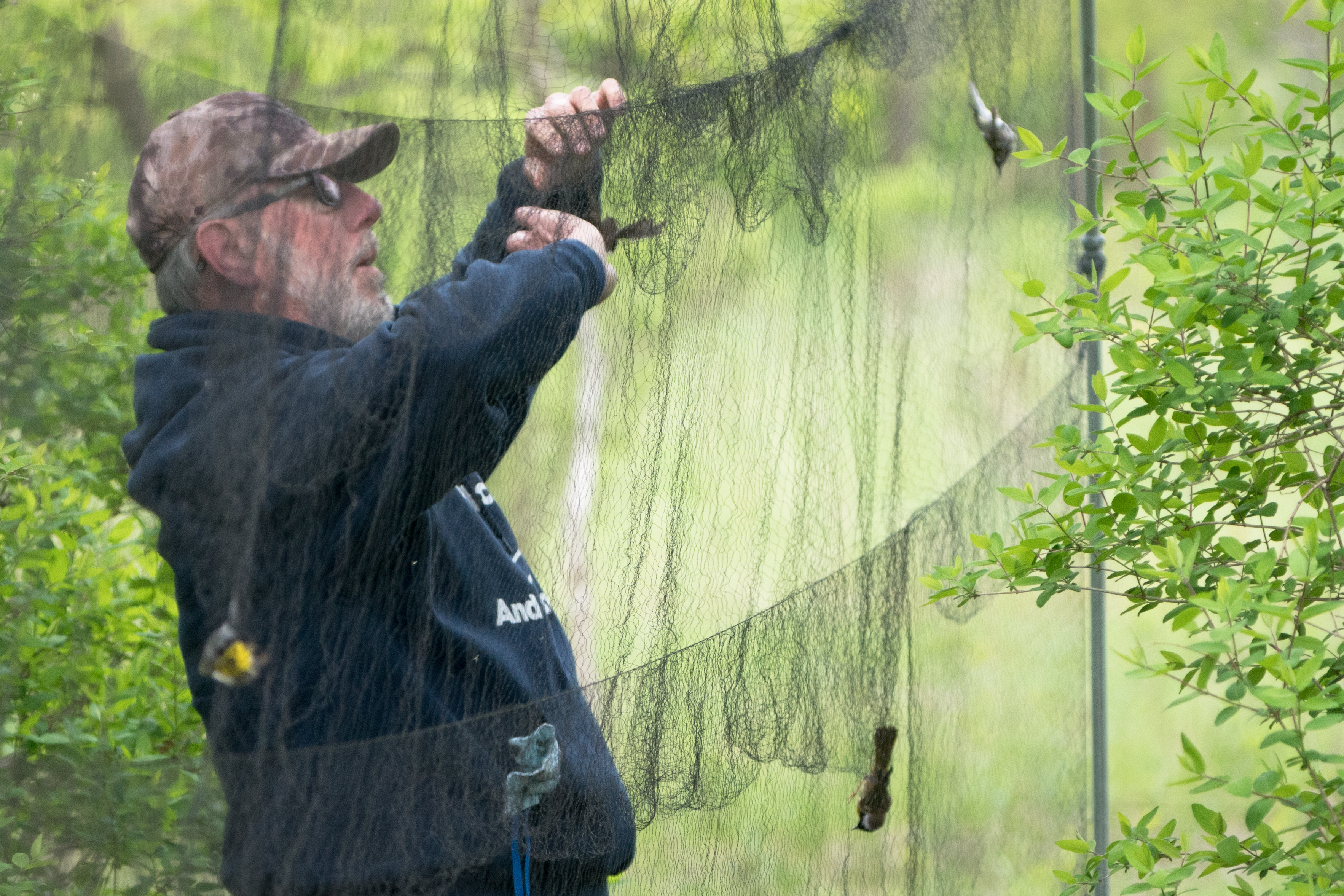
En ringmärkare frigör en fågel ut ett slöjnät.
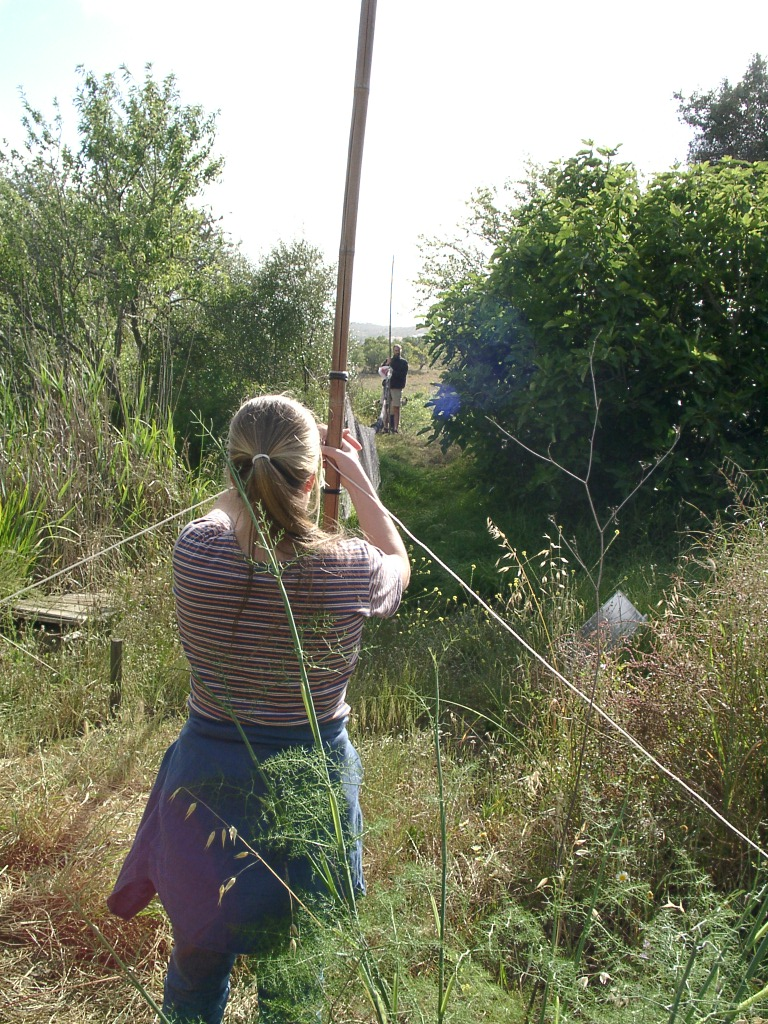
Sträckning av ett slöjnät.
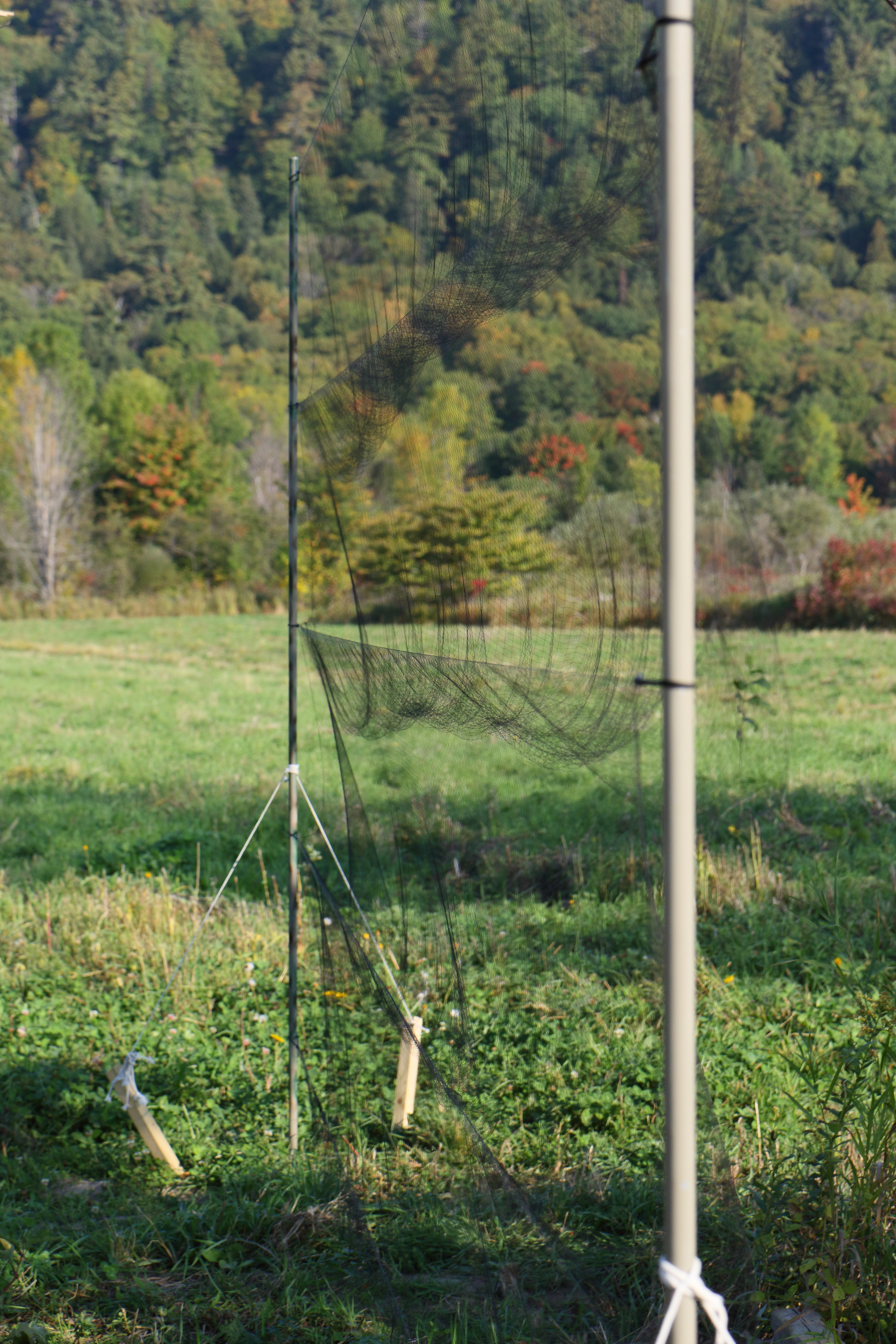
Ett rest slöjnät.